# Fernando de Andrade das Mariñas

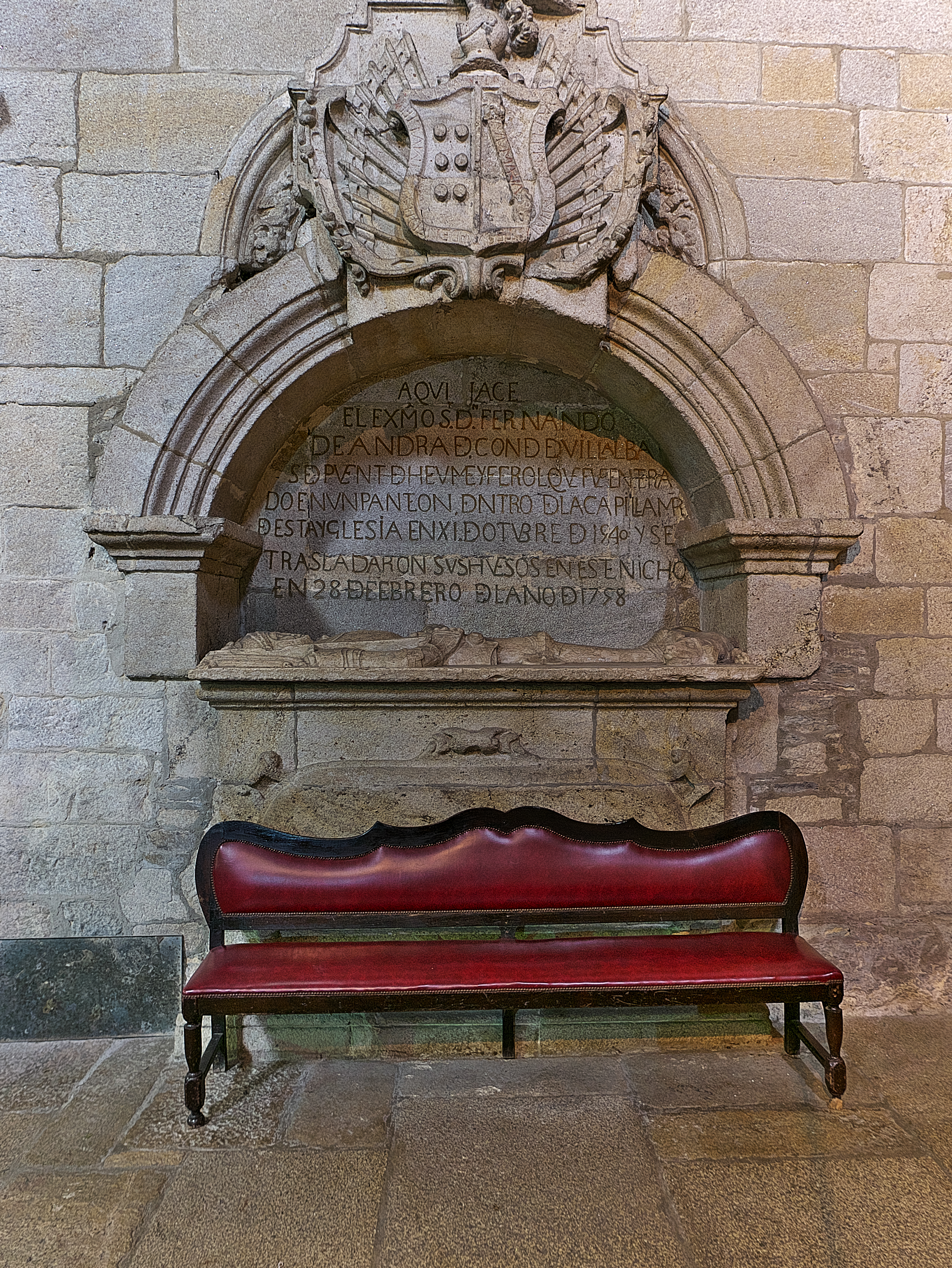
Sepulcro de Fernando de Andrade, iglesia de Santiago (Puentedeume)

Fernando de Andrade das Mariñas (Puentedeume, 1477-c. 1540), II conde de Villalba, XIV señor y I conde de Andrade y VIII señor de las villas de Puentedeume y Ferrol, fue un noble y militar español, participante destacado en las guerras italianas. 
Su primera experiencia bélica fue en la Guerra de Granada, donde sucedió a su padre, Diego de Andrade, al mando de la infantería gallega.

## Servicio en Italia
En febrero de 1503 zarpó de Cartagena con la armada de Luis Portocarrero en dirección al reino de Nápoles, donde las tropas de Gonzalo Fernández de Córdoba eran acosadas por el ejército francés del virrey Luis de Armagnac en el transcurso de la segunda guerra de Nápoles. En marzo llegaron a Mesina, en Sicilia, desde donde cruzaron a Regio.  Portocarrero moriría de unas fiebres poco después de su llegada, dejando a Andrade al mando de las fuerzas españolas en Calabria.
Unido a las tropas de Hugo de Cardona, Manuel de Benavides y Antonio de Leyva, Andrade afrontó el encuentro con el ejército francés de Bérault Stuart d'Aubigny, al que derrotaron en la batalla de Seminara en abril de 1503.  
Está enterrado en la iglesia de Santiago de Puentedeume.

## Familia
Fue hijo de Diego de Andrade y Moscoso, de quien heredó el título de conde de Villalba y señor de la casa de Andrade, Puentedeume y Ferrol, y de su esposa María das Mariñas y Haro, hija de Gómez Pérez das Mariñas, señor de la casa das Mariñas, y de su esposa Teresa de Haro y Acuña, hija de Diego López de Haro, III señor del Busto, y de su esposa Ginebra de Acuña Girón, hija de Martín Vázquez de Acuña, I conde de Valencia de Don Juan, y de su primera esposa Teresa Téllez-Girón. Casó con Francisca de Zúñiga y Ulloa (m. 1526), II condesa de Monterrey (que ya tenía descendencia de un matrimonio anterior), con quien tuvo dos hijas legítimas:
- Teresa de Andrade Zúñiga y Ulloa (m. 8 de octubre de 1528), fallecida antes que su padre, casada con el IV conde de Lemos Fernando Ruiz de Castro y Portugal.[3] Desde entonces los condados de Andrade y de Villalba se fusionan con el condado de Lemos.
- Catalina de Andrade, casada con Fernando de Silva y Álvarez de Toledo, IV conde de Cifuentes.
- También se mencionan dos hijos más: Fernando y Urraca, que debieron morir de niños.

Además tuvo varios hijos ilegítimos con Magdalena de Ulloa, hija de Pedro Ouxea de Albán e Villamarín y de su esposa Mayor de Ulloa, hija de Gonzalo de Ulloa y de su esposa: 
- Fernando de Andrade y Ulloa (Puentedeume, c. 1510 -). Caballero de la Orden de Santiago desde 1544, se casó en 1539 con Teresa de Sotomayor (Coruña, 1513 -), hija de Pedro Álvarez de Sotomayor, el Parricida, que presuntamente hizo matar a su madre y fue juzgado y condenado a la pena capital y por ello huyó a Portugal, y de su esposa Urraca de Moscoso, nieta paterna de Álvaro de Sotomayor, II conde de Caminha, y de su esposa Inés de Monroy, y nieta materna de Rodrigo de Moscoso Osorio y Álvarez Osorio, II conde de Altamira, y de su esposa Teresa de Andrade das Mariñas, y hubo una hija: 
  - Urraca de Sotomayor y Osorio (1561 -), casada en 1574 con Rodrigo de Mendoza y Sotomayor (1553 -), señor de Villagarcía, Barrantes y Vista Alegre, con descendencia, incluyendo a Fernando de Andrade y Sotomayor
- María de Andrade y Ulloa. Casó con Carlos Tabiel de Andrade

De madre desconocida:
- Martín Sánchez. En el testamento de su padre le lega una hacienda en Ortigueira y le pide que se haga clérigo.